# Werner Haueisen
Werner Haueisen (* 19. April 1925 in Glauchau; † 26. September 2013) war ein deutscher Chronist und Heimatforscher.
Haueisen war gelernter Wollstoffmacher, Textil-Ingenieur, Autor und Hobbyhistoriker. Von 1953 bis 1990 war er Oberlehrer in der Betriebsschule der VEB Textilwerke Palla Glauchau.
Durch seine Sachbuchreihe, die er im Sutton Verlag veröffentlichte, gilt er als bedeutender Chronist Glauchaus. Das 2013 erschienene Buch Glauchau, meine Heimatstadt mit über 230 Fotos aus Privatarchiven und der eigenen Sammlung beschloss sein Lebenswerk.

## Schriften (Auswahl)
- Glauchau, Meine Heimatstadt. (= Die Reihe Archivbilder), Sutton Verlag, Erfurt 2013, 127 Seiten, ISBN 978-3-95400-273-3.
- Grosse Kreisstadt Glauchau. (= Die Reihe Archivbilder), Sutton Verlag, Erfurt 2011, 127 Seiten, ISBN 978-386680-883-6.
- Glauchau. Geburtsstadt von Georgius Agricola. (= Die Reihe Archivbilder), Sutton Verlag Erfurt, 2007, 127 Seiten, ISBN 978-3-86680-194-3.
- Glauchau. Industriestadt im Grünen. (= Die Reihe Archivbilder), Sutton Verlag, Erfurt 2009, 127 Seiten, ISBN 978-3-86680-517-0.
- Glauchau. Stadt auf sieben Hügeln. (= Die Reihe Archivbilder), Sutton Verlag, Erfurt 2005, 127 Seiten, ISBN 3-89702-868-9.
- Glauchau. (= Die Reihe Bilder aus der DDR), Sutton Verlag, Erfurt 2003, 127 Seiten, ISBN 978-3-89702-589-9.
- Glauchau. Im 20. Jahrhundert. (= Die Reihe Archivbilder), Sutton Verlag, Erfurt 2001, 127 Seiten, ISBN 978-3-89702-352-9.
- Glauchau. Die Stadt an der Mulde. (= Die Reihe Archivbilder), Sutton Verlag, Erfurt 1999, 128 Seiten, ISBN 978-3-89702-177-8.